# Спілка інженерів і техніків українців-емігрантів у Польщі
Спі́лка інжене́рів і те́хніків украї́нців-емігра́нтів у По́льщі — профспілкова організація, яка діяла у 1927—1939 роках у Польщі.
Осідок у Варшаві. Чотири філії. 174 члени (1930). Орган «Вісті».
Діяльніші члени: Іван Шовгенів, А. Лукашевич, Є. Ґловінський, М. Штанько, Л. Панасенко, В. Шевченко, Михайло Теліга та ін.